# 聯合國安全理事會第62號決議
聯合國安理會第62號決議是1948年11月16日在聯合國安全理事會第381次會議通過的。這項決議促請巴勒斯坦各方達成停戰協定，以求將當時現行的停火令（由聯合國安理會54號決議所設立的）過渡為永久和平狀態。
該決議因無異議，故由主席宣布一致通過。

## 外部連結
- 62號決議全文